# مسئله سلسله‌مراتب
در فیزیک نظری، مسئله سلسله‌مراتب مربوط به اختلاف زیاد میان جنبه‌های مختلف نیروی هسته‌ای ضعیف و گرانش است.
مثلاً هیچ اجماع علمی در مورد اینکه چرا نیروی هسته‌ای ضعیف ۱۰۲۴ بار قویتر از گرانش است وجود ندارد.